# Luis Guillermo Campos
Luis Guillermo Campos Rodríguez (Atenas, 1 de abril de 1980) es un futbolista profesional costarricense. Juega de delantero y su actual equipo es el Municipal Grecia de la Liga de Ascenso de Costa Rica.

## Trayectoria
En el fútbol de ascenso debutó con gol el 24 de febrero del 2001 jugando para la Universidad de Costa Rica.
Campos además de la Universidad de Costa Rica también ha militado en la segunda categoría con Fusión Tibás, Municipal Grecia y Ramonense. En la máxima categoría jugó con Alajuelense, Pérez Zeledón, Municipal Liberia y Ramonense.
Luis Guillermo ha disputado un total de cuatro finales de ascenso, una de torneo y tres de campeonato, de las cuales dos con el Municipal Grecia, una con la Universidad de Costa Rica y la otra con Fusión Tibás. En dichas finales ha anotado dos goles, una a Santacruceña y la otra a Ramonense.